# Раздольное (Краснопартизанский район)
Раздольное — село в Краснопартизанском районе Саратовской области, в составе сельского поселения Рукопольское муниципальное образование.
Население — 322 (2010).

## Физико-географическая характеристика
Село находится в Заволжье, при овраге Клопиха, на высоте около 90 метров над уровнем моря. Почвы — тёмно-каштановые.
Село расположено примерно в 26 км по прямой восточнее районного центра рабочего посёлка Горный. По автомобильным дорогам расстояние до районного центра составляет 31 км, до областного центра города Саратов — 240 км, до Самары — также около 240 км.

## История
Первоначальное название — Клопиха. Основано в 1833 году крестьянами-переселенцами из центральных губерний России, в частности Тульской, Курской, Пензенской и Орловской. Название было дано по траве клоповник, которая в изобилии росла по берегам одноимённой речки.
В 1854 году была построена и освящена деревянная церковь с колокольней, деревянной оградой и одним престолом во имя Сергия Радонежского
Казённое село Клопиха, расположенное при одноименной речке, по левую сторону Новоузенского почтового тракта в 18 верстах от уездного города, упоминается в Списке населённых мест Российской империи по сведениям за 1859 год. Село относилось к Николаевскому уезду Самарской губернии. В селе насчитывалось 135 дворов, проживали 457 мужчин и 477 женщин, имелась православная церковь.
После крестьянской реформы Клопиха была отнесена к Корнеевской волости. Согласно Списку населённых мест Самарской губернии по сведениям за 1889 год в селе насчитывалось 182 двора, проживали 1372 жителя (бывшие казённые крестьяне). Земельный надел составлял 5137 десятин удобной и 1556 десятин неудобной земли, имелись церковь, церковно-приходская школа, 8 ветряных мельниц, волостное правление. Согласно переписи 1897 года в селе проживало 1407 человек, все православные.
Согласно Списку населённых мест Самарской губернии 1910 года Клопиху населяли бывшие государственные крестьяне, русские, православные, 853 мужчины и 905 женщин, в селе имелись церковь, церковно-приходская школа, библиотека-читальня, земская станция, 6 ветряных мельниц.
В гражданскую войну 27 августа 1918 года Клопиху заняли белоказаки. Казаки были выбиты совместными силами Краснокутского и Балашовского полков. 29 августа белые снова атаковали Краснокутский и Балашовский полки. Белоказаки были разбиты спустя два дня двумя батальонами Николаевского полка под руководством В. И. Чапаева и оттеснены в сторону Уральска.
В 1926 году в селе насчитывалось 220 дворов, проживало 544 мужчины и 601 женщина, работала школа 1-й ступени. С началом коллективизации 15 января 1929 года была организована коммуна, по селу прокатилась волна раскулачивания. В 1931 году коммуна распалась на сельскохозяйственные артели, которые в том же году были объединены в колхоз имени Сталина. Сергиевская церковь в этот период была закрыта и впоследствии разрушена.
На фронтах Великой Отечественной войны погибли 66 жителей села. Местный колхоз после разоблачения культа личности Сталина получил новое название «Вперёд».
В 1963 году указом Президиума Верховного Совета РСФСР село Клопиха переименовано в Раздольное.
В 1965 году была построена новая школа, в 1970 году открылся детский сад «Василёк». В поздний советский период Раздольное относилось к Рукопольскому сельсовету.

## Население
Динамика численности населения по годам:
| Годы      | 1859 | 1889 | 1897 | 1910 | 1926 | 2002 |
| --------- | ---- | ---- | ---- | ---- | ---- | ---- |
| Население | 934  | 1372 | 1407 | 1758 | 1145 | 425  |

| 2002 | 2010 |
| ---- | ---- |
| 425  | ↘322 |

Национальный состав
Согласно результатам переписи 2002 года русские составляли 76 % населения села.